# ستار أكاديمي 3
انطلق الموسم الثالت في 23 ديسمبر 2005 وانتهى في مارس 2006 بفوز جوزيف عطية بنسبة تصويت 55.15%, وهاني حسين بنسبة تصويت 29.20%, وهناء الإدريسي بنسبة تصويت 15.65%.
وصل عدد المتسابقين في هذا الموسم إلى 19 متسابقا, 10 شبان, و9 فتيات.

## الطلاب
| المركز | المتسابق            | البلد                    |
| ------ | ------------------- | ------------------------ |
| 1      | جوزيف عطية          | لبنان                    |
| 2      | هاني حسين           | مصر                      |
| 3      | هناء الإدريسي       | المغرب                   |
| 4      | شيماء هلالي         | تونس                     |
| 5      | فادي أندراوس        | فلسطين                   |
| 6      | خليفة سالم          | الإمارات العربية المتحدة |
| 7      | مايا نعمة           | لبنان                    |
| 8      | ريم غزالي           | الجزائر                  |
| 9      | محمد إبراهيم        | الكويت                   |
| 10     | راقية إبراهيم       | مصر                      |
| 11     | محمد فهد            | السعودية                 |
| 12     | وجدي لكحل           | تونس                     |
| 13     | عيسى الحسن          | البحرين                  |
| 14     | مروة نصر            | مصر                      |
| 15     | وليد سمارة (انسحاب) | الأردن                   |
| 16     | محمد الدوسري        | السعودية                 |
| 17     | منال طحان           | لبنان                    |
| 18     | شادية الزملالي      | المغرب                   |
| 19     | جيهان خماس          | المغرب                   |

## الأساتذة
| الاستاذ      | تخصصة                                                    |
| ------------ | -------------------------------------------------------- |
| رولا سعد     | مديرة الاكادمية ومنتجت البرنامج                          |
| بيار سميا    | أستاذ تمارين صوتية                                       |
| فؤاد فاضل    | أستاذ صوت وقائد اوركسترا                                 |
| وديع أبي رعد | أستاذ موسيقى مدرب الأغاني                                |
| جبريال يمين  | ممثلة ومخرجة مسرح مدربة التعبير والوقفة والخروج من الذات |
| أليسار كركلا | مصممة رقص مدربة الاستعراضات                              |
| ميشال فاضل   | ملحن وعازف بيانو مدرب الأغاني                            |
| جورج عساف    | مدرب رياضة لتحسين اللياقة والمظهر                        |

## جدل
ذكرت عدة مواقع ومصادر غير معروفة وبعض المتابعين للبرنامج بأن نتيجة التصويت تم تلاعب فيها من قبل مديرة الأكاديمية, وانه من المفترض ان تكون الفائزة هي المتسابقة المغربية هناء الإدريسي. والمعروف انه طوال جميع المواسم السابقة لم يحصل مشترك لبناني واحد على نسبة تصويت تصل إلى 55%.